# エセックス (強襲揚陸艦)
エセックス（USS Essex, LHD-2）は、アメリカ海軍の強襲揚陸艦。ワスプ級強襲揚陸艦の2番艦。艦名はマサチューセッツ州エセックス郡にちなむ。その名を持つ艦としては5隻目。

## 艦歴
エセックスは、ミシシッピ州パスカグーラのインガルス造船所で建造され、1992年10月17日に就役した。就役式典ではディック・チェイニー国防長官がスピーチを行った。1994年10月に最初の配備がなされ、1995年1月にはソマリアからの多国籍軍撤退を支援するユナイテッド・シールド作戦に参加する。砲火の下、撤退作戦は成功裡に終了し、1995年4月25日にサンディエゴに帰港した。
短いメンテナンス期間の後に、7ヶ国海軍による環太平洋合同演習「リムパック'96」に参加する。1996年10月10日に二度目の西太平洋配備となる。配備期間中にカタール、オマーン、クウェートとの合同軍事演習「タンデム・トラスト'97」に参加する。同演習は28,000名以上の将兵、250機の航空機および40隻の艦艇が参加した。
1997年4月に帰港し、短期メンテナンスに入る。その後、三度目の太平洋配属となり、1998年6月22日に出港した。
2000年7月26日、アメリカ海軍史上最大規模のシップ・スワップを行う。その後、タラワ級強襲揚陸艦「ベロー・ウッド」に代わって佐世保に配備された。
2008年5月には、ミャンマーでのサイクロン災害の緊急援助支援のため、アーレイ・バーク級ミサイル駆逐艦「マスティン」、クリーブランド級ドック型輸送揚陸艦「ジュノー」、ハーパーズ・フェリー級ドック型揚陸艦「ハーパーズ・フェリー」、ヘンリー・J・カイザー級給油艦「ウォルター・S・ディール」と共にアンダマン海に展開し、米国民保護のためミャンマー政府の許可を得るため待機した。しかし、許可は得られなかったため、6月上旬に通常任務に復帰した。
8月31日には東京都が行った首都直下型地震を想定した防災訓練に参加。葛西臨海公園沖でLCAC 63号を用いた避難民収容訓練を行い、石原慎太郎東京都知事やケリー在日アメリカ軍司令官らが視察した。
2011年3月11日に発生した東北地方太平洋沖地震（東日本大震災）に伴う日本国政府の要請を受け、救援活動「トモダチ作戦」に派遣された。津波でフェリーや港湾施設が破壊され孤立した大島 (宮城県気仙沼市)への救援に当たった。当時乗り組んでいたアメリカ合衆国海兵隊アンドリュー・マクマニス大佐の回想によると、演習後にマレーシア寄港中だった「エセックス」は、東北地方日本海側へ向かうよう指示され、3月18日に秋田県沖に到着した。マクマニスは当初から被害が大きい太平洋側へ向かうことを繰り返し意見具申した。津軽海峡を経由して、青森県八戸市沖から救援物資を運んだ後、3月27日に大島へ先遣隊を上陸させた。島に電源車や給水車などを運び入れる一方、島民から食料の差し入れを受け、4月7日の引き揚げ時には島民が手づくりの星条旗や感謝の言葉を記した横断幕で見送った。
2011年8月19日、2012年春に同型6番艦「ボノム・リシャール」とのシップ・スワップを行うことが発表された。
2012年4月23日、「ボノム・リシャール」との交代式を行い、佐世保の配備を離れた。
2018年9月27日、エセックスから発艦した複数のF-35Bがターリバーン攻撃に参加。F-35の初の実戦投入となった。